# The Irish Rovers
The Irish Rovers is een groep Ierse muzikanten die zijn oorsprong vindt in Toronto, Canada. Opgericht in 1963 en vernoemd naar het traditionele lied The Irish Rover, zijn ze vooral bekend van hun internationale televisieseries, die bijdragen aan de popularisering van de Ierse muziek in Noord-Amerika, en van nummers als The Unicorn, Drunken Sailor, Wasn't That a Party, The Orange and the Green, Whiskey on a Sunday, Lily the Pink en The Black Velvet Band.

## Geschiedenis
De belangrijkste stemmen die in de vroege nummers van de groep te horen waren, waren die van Will Millar (tenor), Jimmy Ferguson (bariton), George Millar en Joe Millar, en in de afgelopen twintig jaar ook die van John Reynolds en Ian Millar.
Oprichtend lid George Millar en zijn neef Ian komen beiden uit Ballymena, Davey Walker uit Armagh, Sean O'Driscoll uit Cork, Gerry O'Connor uit Dundalk, met Morris Crum uit Carnlough en percussionist Fred Graham uit Belfast. Fluitspeler Geoffrey Kelly werd geboren in Dumfries, Schotland. De accordeon van Wilcil McDowell uit Larne is al meer dan vijftig jaar een kenmerkend geluid van de band.
In de jaren tachtig van de 20e eeuw doopte de groep zichzelf kort om tot The Rovers.
De Irish Rovers vertegenwoordigden Canada op vijf wereldtentoonstellingen en werden in 2018 geëerd als een van de grootste exportproducten van Ierland in het Irish Emigration Museum in Dublin.

## Bezetting

### Huidige leden
- George Millar - zang, gitaar, bouzouki (1963-)
- Wilcil McDowell - accordeon (1968-heden, stopte met toeren in 2018)
- Sean O'Driscoll - mandoline, banjo, bouzouki, gitaar, zang (1997-)
- Ian Millar - zang, basgitaar, gitaar (2005-)
- Fred Graham - drums, bodhran, botten, zang (2007-)
- Geoffrey Kelly - tinwhistle, fluit, uilleann pipes, zang (2008-)
- Morris Crum - accordeon, keyboards, zang (2012-)
- Gerry O'Connor - viool (2013-)
- Davey Walker - toetsen, zang (2019-)

### Voormalige leden
- Will Millar - zang, gitaar, banjo, mandoline, tin whistle (1964-1994)
- Jimmy Ferguson - zang (1963-1997, overleden 1997)
- Joe Millar - zang, accordeon, mondharmonica, basgitaar (1963-1968, 1969-2005, overleden 2023)
- Kevin McKeown - drums, bodhrán, botten, zang (1984-2008)
- John Reynolds - zang, gitaar, mondharmonica (1986-2012, overleden 2021)
- Wallace Hood - mandoline, Ierse bouzouki, citer, banjo, gitaar, tin whistle (1995-2005)
- Paul Lawton - drums, bodhrán, botten (2002-2005, overleden 2005)

## Discografie

### Albums
| - The First of the Irish Rovers (1966, livealbum) - The Unicorn (1967) - Liverpool Lou (1968) - All Hung Up (1968) - Tales to Warm Your Mind (1969) - The Life of the Rover (1969) - On the Shores of Americay (1971) - The Best of the Irish Rovers (1972, verzamelalbum) - Live at CBC TV Studios in Vancouver (1972, livealbum) - Emigrate! Emigrate! (1973) - Greatest Hits (1974, verzamelalbum) - Children of the Unicorn (1976) - The Irish Rovers in Australia (1976, verzamelalbum) - Tall Ships and Salty Dogs (1979) - 15th Anniversary (1980) - The Rovers (1980) - Wasn't That a Party (1980) - No More Bread and Butter (1981) - Party Album (1982) - Pain in My Past (1982) - It Was a Night Like This (1982) - Twentieth Anniversary (1984) - Party with the Rovers (1985) - Hardstuff (1989) - Silver Anniversary (1989, verzamelalbum) - The Boys Come Rolling Home (1992) - Years May Come, Years May Go (1993, verzamelalbum) - Celebrate! The First 30 Years (1994, verzamelalbum) | - Celtic Collection: The Next Thirty Years (1995) - The Irish Rovers' Gems (1996) - Come Fill Up Your Glasses (1998) - Best of the Irish Rovers (1999, verzamelalbum) - Songs of Christmas (1999) - Upon a Shamrock Shore: Songs of Ireland & the Irish (2000, verzamelalbum) - Down by the Lagan Side (2000) - Another Round (2002) - An Irish Christmas (2002) - Collection (2002, verzamelalbum) - Live in Concert (2003, livealbum) - 20th Century Masters - The Millennium Collection: The Best of the Irish Rovers (2004, verzamelalbum) - 40 Years a-Rovin' (2005) - Still Rovin' After All These Years (2007) - Gracehill Fair (2010) - Home in Ireland (2011, livealbum) - Merry Merry Time of Year (2011) - Drunken Sailor (2012) - 50 Years (2014) - Songs for the Wee Folk (2015) - 50th Anniversary, Live on St. Patrick's Day (2016, livealbum) - The Unicorn, The Continuing Story (2017) - Up Among the Heather, The Scottish Album (2019) - Saints And Sinners (2020) - No End In Sight (2022) |